# اوتسگو (میشیگان)
اوتسگو، میشیگان (به انگلیسی: Otsego, Michigan) یک شهر در ایالات متحده آمریکا با جمعیت ۳٬۹۵۶ نفر است که در میشیگان واقع شده‌است.

## موقعیت جغرافیایی
موقعیت جغرافیایی شهرها و مناطق اطراف به شرح زیر است: